# Aleš Tinka
Aleš Tinka (6. srpna 1968, Třebíč – 2. listopadu 2011, Hostěnice) byl český pedagog, ekolog a místní politik.

## Biografie
Aleš Tinka se narodil v roce 1968 v Třebíči, v jeho třech letech se s rodinou odstěhoval do Pozořic. V roce 1991 absolvoval Pedagogickou fakultu Masarykovy univerzity v Brně, absolvoval učitelství ruštiny a hudební výchovy. Posléze nastoupil na pozici pedagoga základní školy v Pozořicích, kde pracoval na prvním stupni základní školy a také jako koordinátor environmentální výchovy. Působil dlouhodobě také jako skautský vedoucí v místním středisku, svoje aktivní působení jako vedoucí 6. oddílu ukončil v roce 2003. Od ledna roku 2004 vedl smíšený oddíl Gingo Pozořice pod Českým svazem ochránců přírody. V roce 2003 inicioval vznik střediska Větřák – středisko ekologické výchovy a volného času. Od roku 1995 působil až do smrti jako zastupitel obce, v letech 1995–1998 také jako místostarosta.
V roce 2010 obdržel Výroční cenu Nadace Veronica. Od roku 1995 působil jako obecní kronikář Pozořic a působil také v hudební skupině ZaDweřama. Věnoval se dlouhodobě záchraně hradu Vildenberk.